# Sološnica
Sološnica (Hongaars:Széleskút) is een Slowaakse gemeente in de regio Bratislava, en maakt deel uit van het district Malacky.
Sološnica telt 1504 inwoners.